# Бушинець
Бушинець (словен. Bušinec) — поселення в общині Доленьське Топлице, регіон Південно-Східна Словенія, Словенія. Висота над рівнем моря: 208,1 м.